# Stortingsvalget 1924
Stortingsvalget 1924 blev afholdt i Norge tirsdag den 21. oktober 1924.
Johan Ludwig Mowinckels første regering, som var tiltrådt i juli 1924, fortsatte efter valget. Det var en mindretalsregering udgået fra Venstre.

## Resultat
| Parti                                   | Procent af stemmer (%) | Ændring fra 1921 | Mandater | Ændring fra 1921 |
| --------------------------------------- | ---------------------- | ---------------- | -------- | ---------------- |
| Fellesliste Høyre og Frisinnede Venstre | 32,1                   | - 1,1            | 54       | - 3              |
| Venstre                                 | 18,7                   | - 1,4            | 34       | - 3              |
| Arbeiderpartiet                         | 18,4                   | - 2,9            | 24       | - 5              |
| Bondepartiet                            | 13,5                   | + 0,4            | 22       | + 5              |
| Socialdemokratane                       | 8,8                    | - 0,4            | 8        | 0                |
| Norges Kommunistiske Parti              | 6,1                    | + 6,1            | 6        | + 6              |
| Det Radikale Folkeparti                 | 1,8                    | - 0,8            | 2        | 0                |
| Frisinnede Venstre                      | 0,3                    | + 0,3            | 0        | 0                |
| Total                                   | 100                    | 0                | 150      | 0                |